# 瑞穂牧場

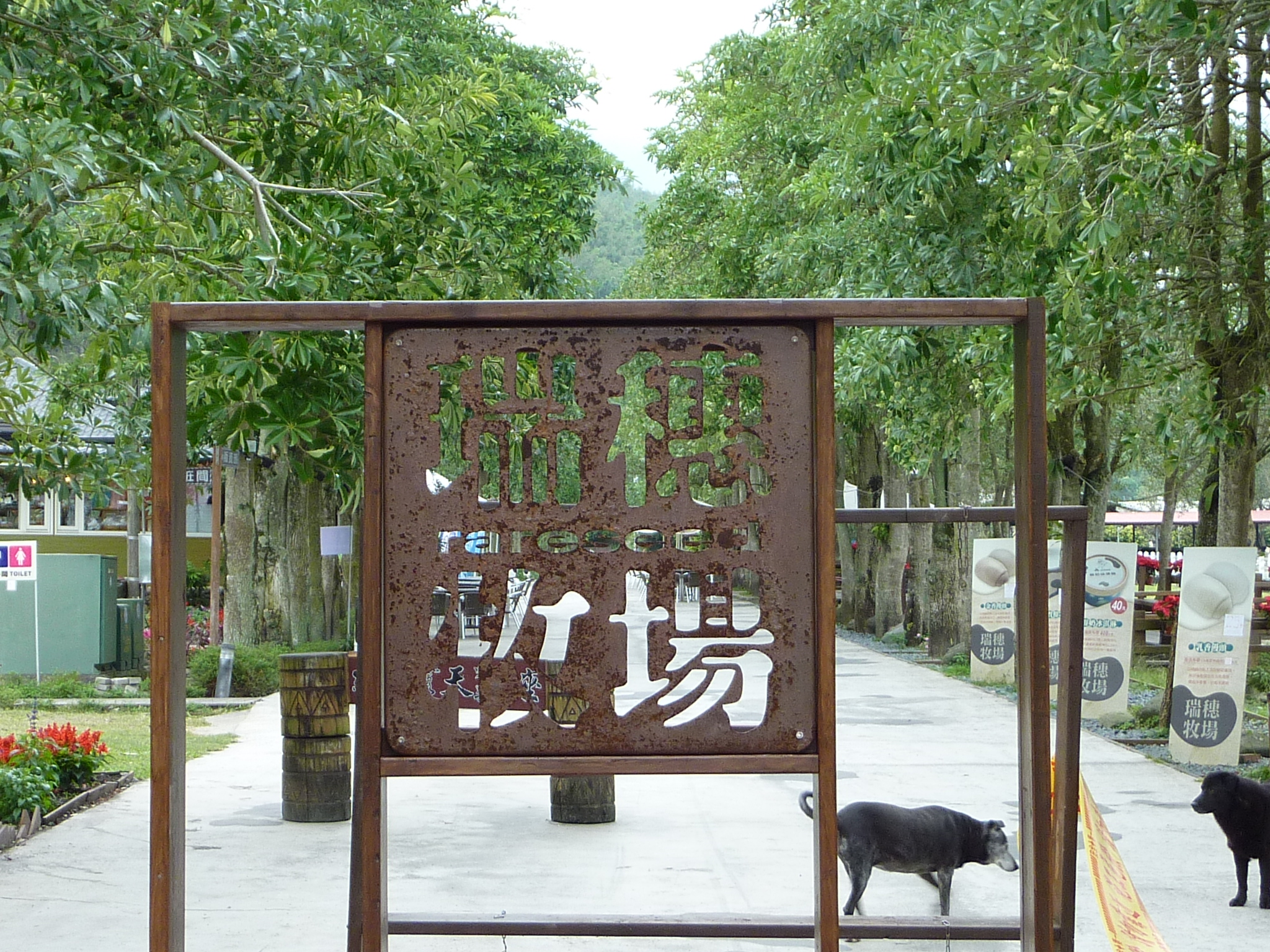
瑞穗牧場の入り口

瑞穂牧場（ルイスイムーチャン、ずいすいぼくじょう）は、台湾花蓮県瑞穂郷に位置する牛乳メーカーの観光牧場である。

## 概要
瑞穂牧場のある土地は1969年当初、パパイヤ畑であった。1985年の台風でパパイヤが全滅し、牧場主は経営方針を風災に遭っても損失の少ない乳牛（ホルスタイン）の放牧に転じた。これで瑞穂牧場が成立し、乳製品の生産をはじめた。1998年から牛乳の販売を統一企業に委託し、牛乳ブランド「統一瑞穂鮮乳」となって、台湾全土に普及する。その後、政府の農業観光の推進により、訪問者が増加したため、多元的な観光牧場の展開に向かってゆく。
入場料は無料。牧場内は木製のピクニックテーブルセット、展望台、お手洗い、散策歩道、自転車道、記念品販売センター、駐車場などの施設が整備されている。

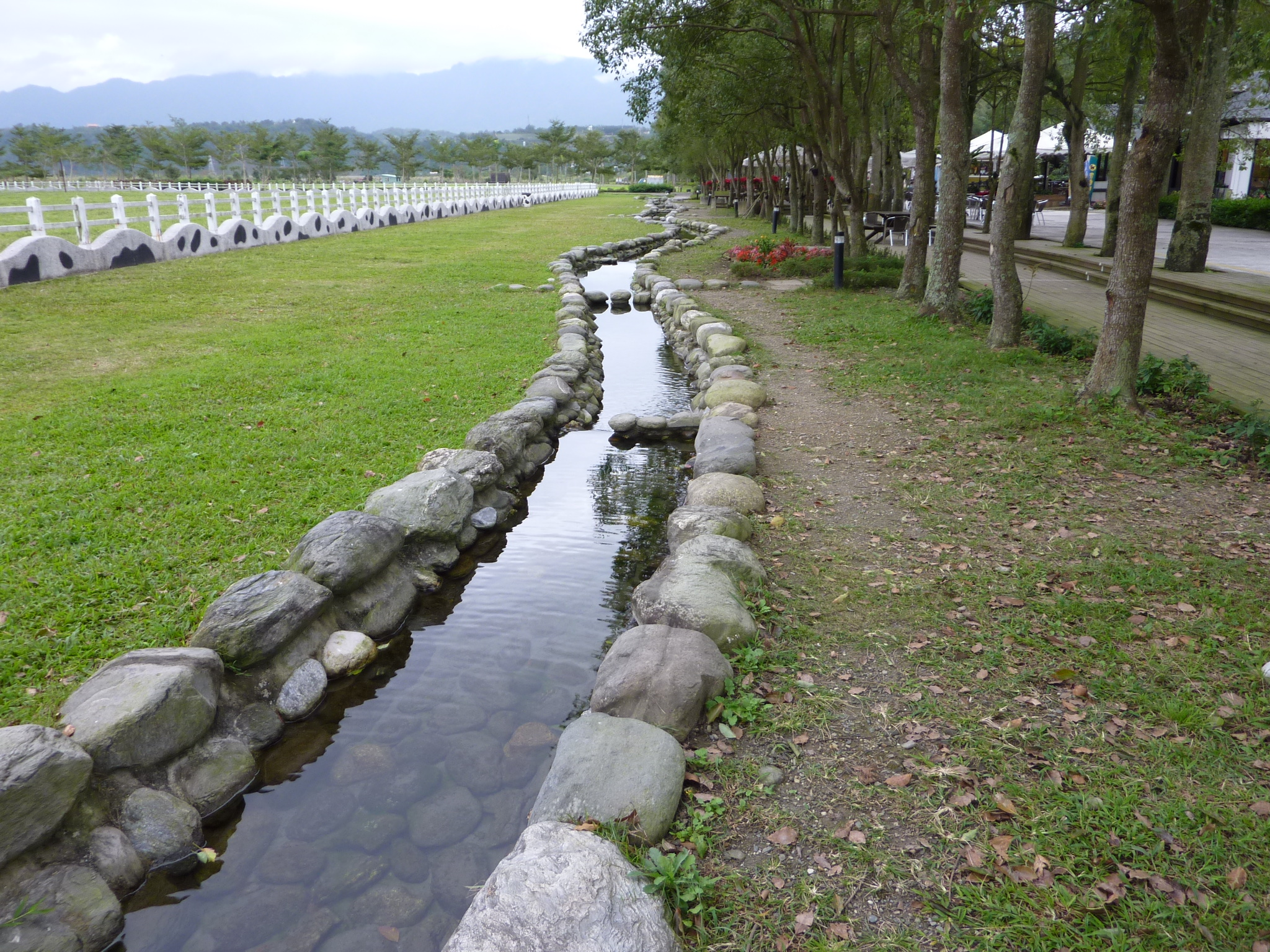
牧場の一隅
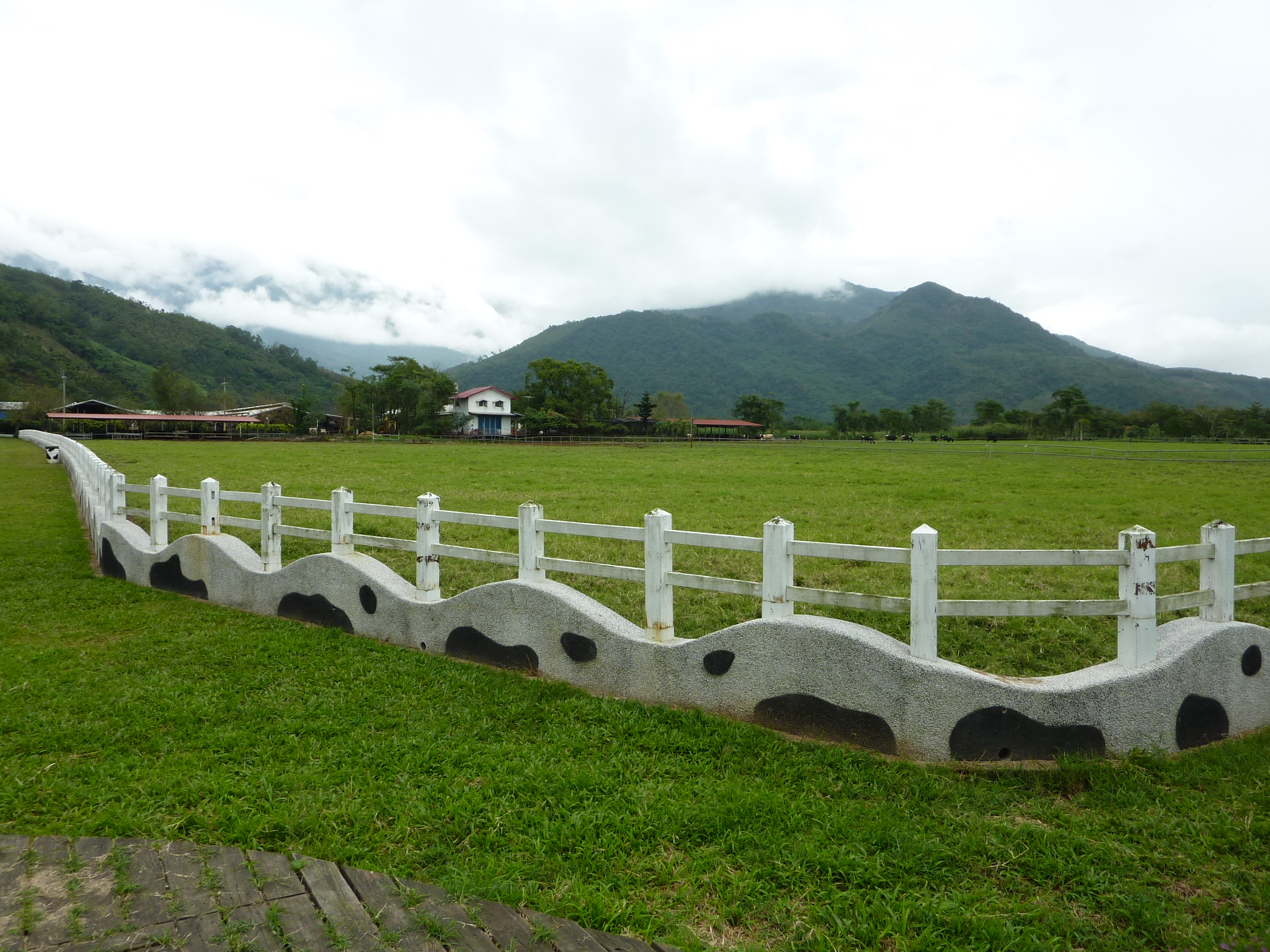
牧場の一隅
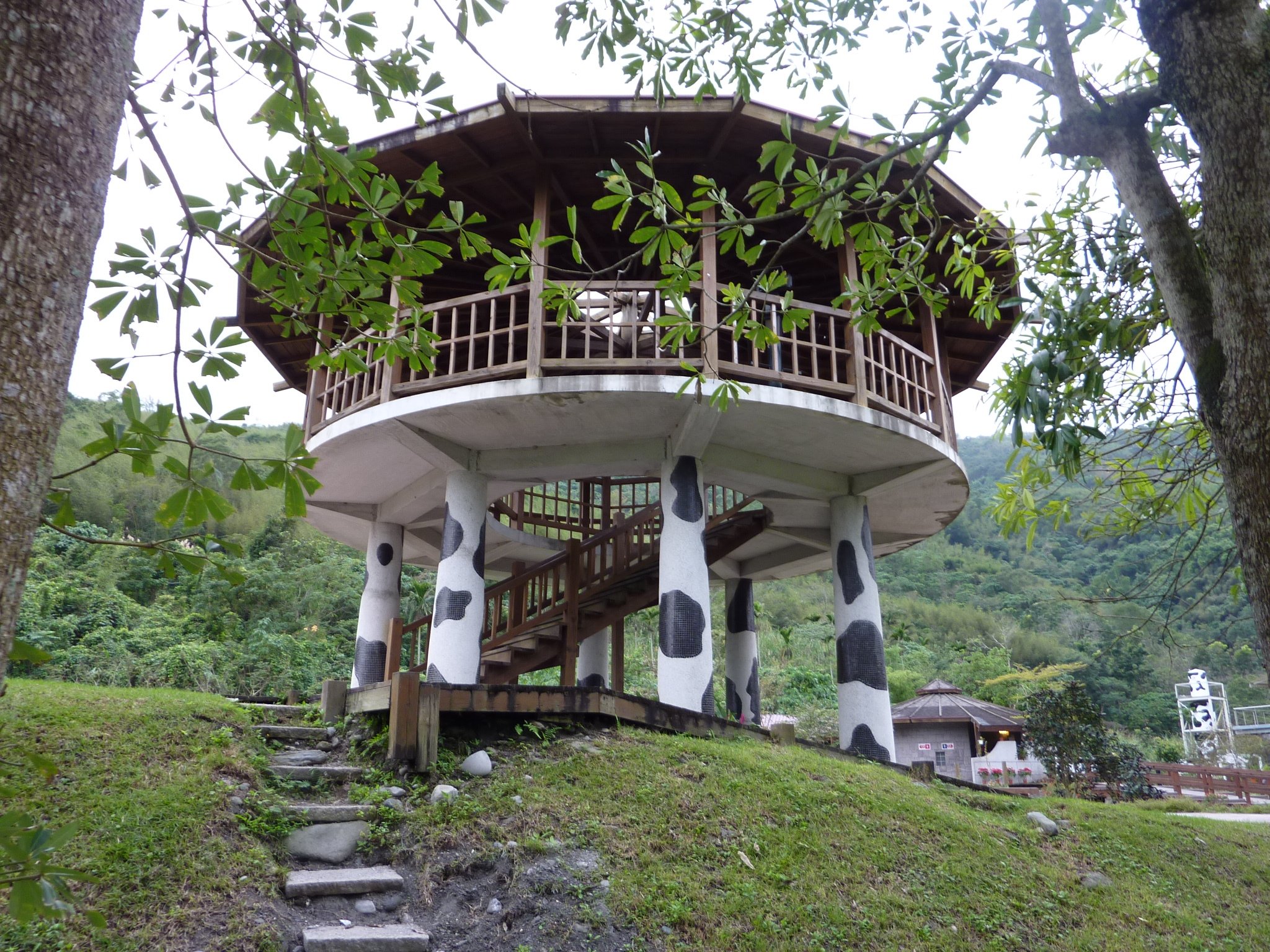
展望台
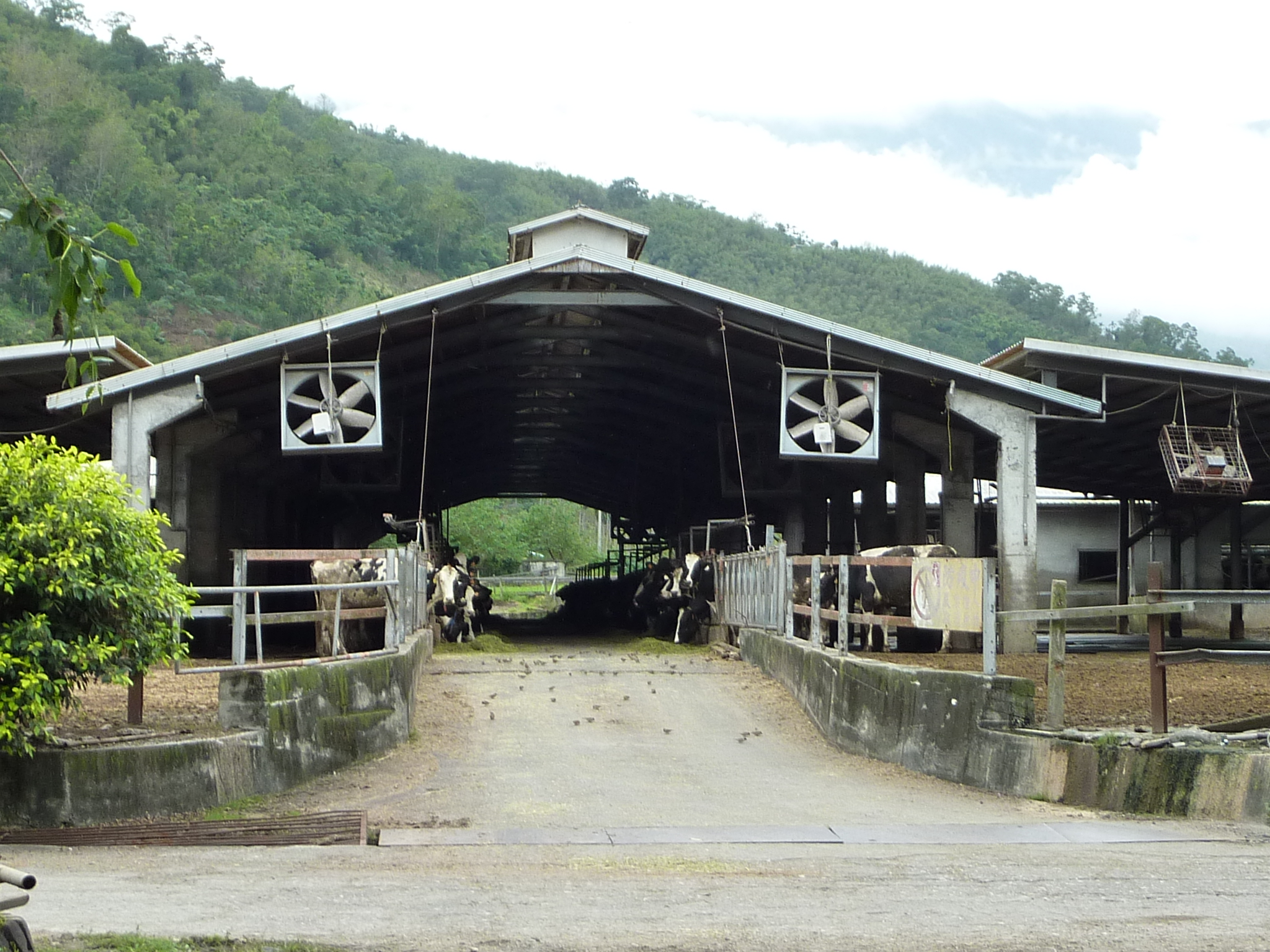
牛の檻

## 地理概要
瑞穂牧場は舞鶴台地の下方にある紅葉渓と秀姑巒渓の合流点にある。ここも中央山脈、海岸山脈、花東縦谷の間の土地で面積は40甲（およそ38.79ヘクタール）である。中央山脈に発する清らかな水で良質な牧草が育まれている。ホルスタインは汚染されていない空気、水、牧草で飼育されている。

## 生態環境
ホルスタインの放牧のほかにダチョウの観覧エリアも整備されている。ホルスタイン、ダチョウに牧草を与える体験が有料で可能。また、条件のいい生態環境ではコサギ、インドハッカ、ツメナガセキレイなどの野鳥も見られる。

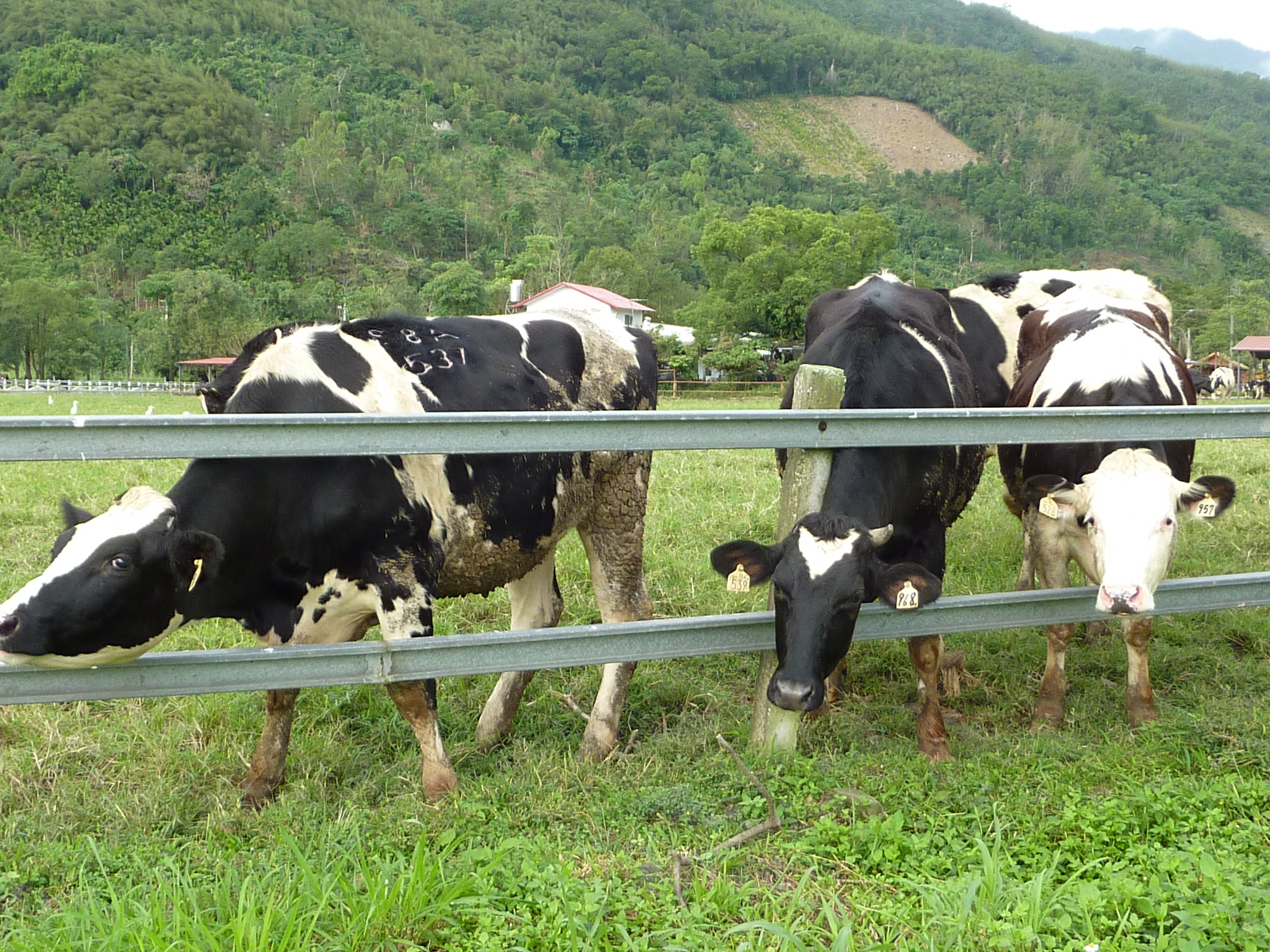
乳牛
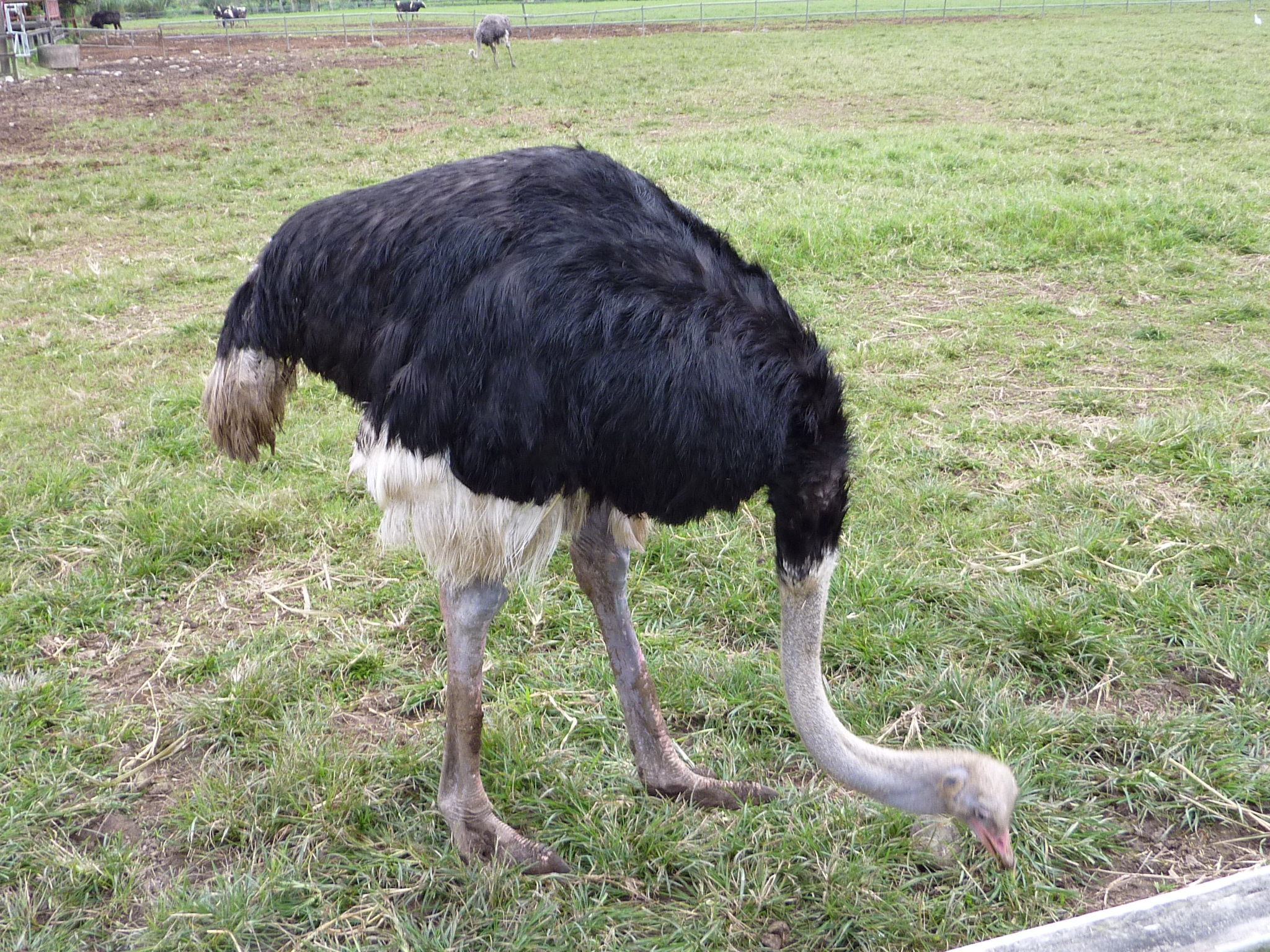
ダチョウ

## 乳製品
毎日20トンほどの牛乳を生産している。また、さまざまな乳製品（ヨーグルト、乳製の饅頭、乳製のアイスクリームなど）の生産および販売もおこなっている。

## 周辺スポット
- 掃叭石柱（舞鶴石柱）
- 馬立雲部落
- 北回帰線紀念碑

## アクセス
台鐵台東線瑞穂駅から車で10分ほどで着く。「台湾好行－花東縱谷線」という観光バスの利用もできる。また、車へは、台9線の南向きに沿って進み、瑞穂郷舞鶴段の前で大きい急須のランドマークを見たら即に右に曲がり、「瑞穂牧場」と書いてある道路標識を見ると到着になる。